# 펠릭스 우푸에부아니 경기장

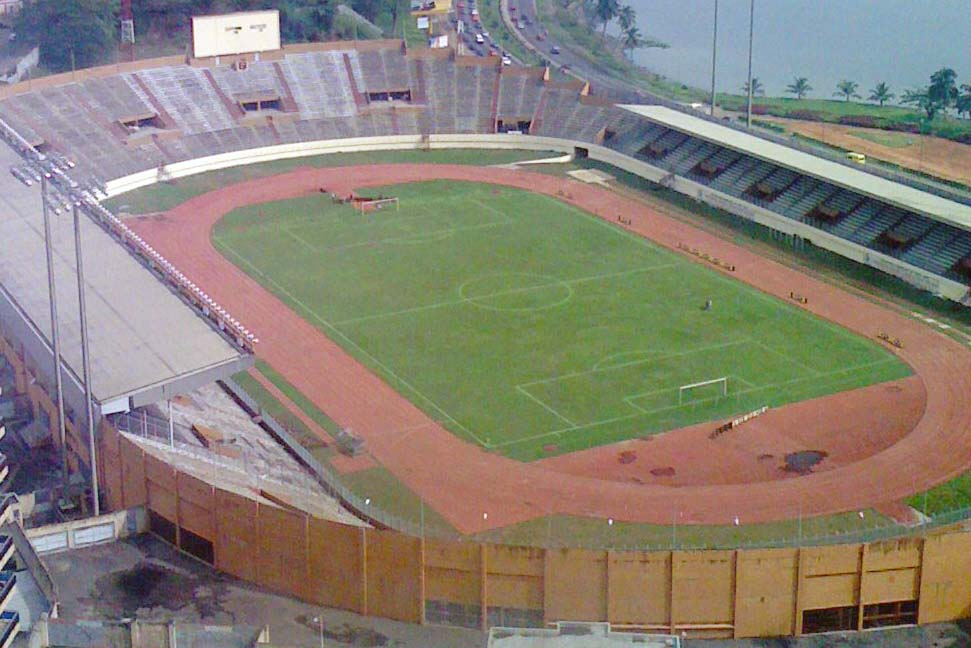
2009년 2월

펠릭스 우푸에-부아니 경기장(Stade Félix Houphouët-Boigny)은 코트디부아르의 아비장에 위치한 경기장이다. 건설 당시 코트디부아르의 前대통령이였던 펠릭스 우푸에-부아니 대통령의 이름을 따서 만든것이라고 한다. 현재 코트디부아르의 홈구장이다.